# 7 cajas
7 cajas és una pel·lícula paraguaiana del gènere thriller de l'any 2012, dirigida per Juan Carlos Maneglia i Tana Schémbori.
És la pel·lícula més taquillera de Paraguai, amb 270, 835 espectadors.
També va registrar 70, 000 espectadors a l'Argentina.
En un començament la pel·lícula degué ser llançada al juny del 2011, però l'estrena va ser retardada quan la pel·lícula va ser acceptada com a competidora en el Festival Internacional de Cinema de Sant Sebastià, on va guanyar el premi "Cinema en Construcció".
La pel·lícula va ser nominada en la XXVII edició dels Premis Goya en la categoria de Millor pel·lícula estrangera de parla hispana representant a Paraguai.

## Sinopsi
Transcorre el mes d'abril de 2005, és un divendres molt calorós en la capital paraguaiana. Víctor, un carretoner de 17 anys que treballa en el famós Mercado 4 de la ciutat d'Asunción, es distreu imaginant ser famós i admirat en la televisió d'un lloc de vendes de DVD pirates en ple Mercado 4, la qual cosa causa la pèrdua d'un client a les mans d'un altre carretoner que se li va avançar. En aquest ínterim, la seva germana cerca vendre un telèfon cel·lular d'alta gamma de l'època (amb cambra filmadora), per la qual cosa Victor queda sorprès davant tal telèfon ja que busca semblar -com els famosos de la TV-, encara que tal preu exorbitant per a ell tl deixa amb les ganes.
El món del mercat és hostil, competitiu i hi ha milers com ell esperant portar les compres dels clients a canvi d'una petita remuneració. Víctor entén que necessita moure's per a aconseguir una mica de diners aquest dia. Llavors rep una proposta una mica inusual, transportar set caixes el contingut de les quals desconeix, a canvi de la meitat d'un bitllet esquinçat de 100 dòlars (pràcticament el preu del telèfon cel·lular en qüestió). L'altra meitat dels diners se li lliuraria quan aquest acabi el seu treball. Amb un telèfon cel·lular en préstec, que utilitza el contractista per a anar marcant per qual carrer traslladar-se, Víctor emprèn el viatge.
Creuar les 8 mansanes que cobreix el mercat semblava fàcil però les coses se li van complicant: Li roben una caixa, perd el telèfon cel·lular i la policia envolta el mercat buscant alguna cosa que ell ignora per complet. A això se suma un grup de carretoners disposats a escortar les caixes per una suma ínfima dels guanys. Sense saber, Víctor i els seus perseguidors es van involucrant en un crim del qual no saben res: la causa, la víctima i el victimari i victimària. Es fa de nit i Víctor entén que ara és còmplice d'una cosa molt delicada i perillós. La necessitat llavors l'obliga a córrer, a cridar, o simplement a callar, i a voler saber el que hi ha dins de les caixes.

## Repartiment
| Actor                 | Paper                                                    |
| --------------------- | -------------------------------------------------------- |
| Celso Franco          | Víctor (carretoner)                                      |
| Lali González         | Liz (amiga de Víctor)                                    |
| Víctor Sosa Traverzzi | Nelson (carretoner rival)                                |
| Nico García           | Luis                                                     |
| Paletita Romero       | Darío (carnisser)                                        |
| Manuel Portillo       | Oficial Servián (policia)                                |
| Mario Toñánez         | Sargento Osorio                                          |
| Nelly Dávalos         | Tamara (germana de Víctor i companya de treball de Leti) |
| Roberto Cardozo       | Gus, carnisser, xicot de Leti                            |
| Johnny Kim            | Jim (fill de Don Chan, enamorat de Tamara)               |
| Luis Gutiérrez        | Jorge                                                    |
| Liliana Álvarez       | Alejandra                                                |
| Katia García          | Leti Sánchez (embarassada, senyora de Gus)               |
| Atil Closs            | Esteban                                                  |
| Rodríguez Junior      | Tano                                                     |
| Stephen Jang          | Don Chan (patró de Leti i Tamara)                        |
| Beto Ayala            | El travesti                                              |

## Rodatge
El 17 de febrer de 2010, durant una recepció sl Centro Cultural de La República El Cabildo, es va fer el llançament del rodatge de la pel·lícula. Juan Carlos Maneglia, sempre va ser assidu visitant del Mercado 4 d'Asunción, i des del 2004, fascinat pel lloc i els seus habitants comença a observar als carretoners que aquí treballen. El Mercado 4 ocupa gairebé 8 illes en el cor mateix de la ciutat, i a simple vista sembla que els seus passadissos són interminables. En ell viuen al voltant de 500 persones, però mobilitza comercialment a unes 2.000. Allí conviuen dia a dia, coreans, xinesos, àrabs, jueus i paraguaians.
El rodatge va començar el 28 de febrer, i es va realitzar principalment en horaris nocturns, ja que el guió situa el 70% de l'acció en aquest moment. L'enregistrament va culminar després de 44 jornades, amb un equip tècnic de 30 persones.
"7 cajas" mou a un elenc que interpreta a 30 persones, a més d'un ampli equip tècnic. La producció va comptar amb una oficina als voltants de l'àrea comercial, i també amb el suport de la direcció del Mercat Municipal N° 4 per a la logística i la seguretat de l'equip de filmació. Així mateix, agents de la Policia Nacional van acompanyar als cineastes per a algunes seqüències en les quals es van necessitar aïllar uns sectors del lloc. Allí s'inicia l'itinerari exploratori de cada lloc del rodatge, on Juan Carlos Maneglia i Tana Schémbori, al costat del seu equip de producció, decideixen considerar els enquadraments a realitzar, o bé, suprimir algunes escenes. El guió incloïa unes 75 locacions per a unes 179 escenes.
Com a anècdota, el guió original de Maneglia es va perdre quan es va robar el vehicle on estava, i després va rebre anomenades des de la presó que afirmaven tenir el text.

## Taquilla
La pel·lícula es va estrenar el 10 d'agost de 2012 en cinemes de Paraguai, amb 2.870 espectadors. En el seu primer cap de setmana, del divendres 10 al diumenge 12 d'agost, "7 cajas" va totalitzar 13.741 tiquets, debutant en el primer lloc, per sobre de "The Dark Knight", que va tenir 10.617 persones. La producció paraguaiana va tenir dues funcions de preestrena per a empreses privades, el dilluns 7 i el dimarts 8 d'agost; i la gala d'avant premiere va ser el dimecres 9 d'agost, en el Shopping del Sol, d'Asunción. En els quatre dies previs a l'estrena, "7 cajas" va vendre més de 700 entrades de manera anticipada.
En la seva primera setmana d'estrena, la pel·lícula va aconseguir gairebé 30.000 espectadors. El diumenge 26 d'agost de 2012 va superar 90.818 persones. El diumenge 9 de setembre va superar 162.000 persones, batent el rècord de “Titanic”, que va arribar a 150.000 espectadors en 1998.
L'1 de maig de 2013, la pel·lícula es va estrenar comercialment en vuit complexos de cinema d'Espanya, en ciutats de Madrid, Barcelona, Màlaga, Sant Sebastià i Bilbao, aplegant crítiques favorables i, inicialment, 45.000 euros en taquilla, congregant a uns 5.845 espectadors. Dues setmanes després, la distribuïdora Vertigo Films va sumar tres ciutats, Salamanca, Valladolid i Alacant.
El 21 d'agost de 2015, el llavors President del Congrés, Mario Abdo (electe com a President de la República del període 2018-2021) va comprometre el seu suport al Projecte de Llei del Cinema durant acte de lliurament del carretó de “7 cajas” i el sant de “Luna de cigarras”, a la Casa Bicentenari de les Arts Visuals “Ignacio Núñez Soler”.

## Recepció crítica
Després de mesos de treball, la pel·lícula va ser finalment estrenada el 10 d'agost de 2012, rebent elogis de part de la crítica i el públic, en poc més d'un mes d'estrena ja la van veure més de 160.000 persones i continua trencant rècords de taquilla als cinemes paraguaians. Va ser la pel·lícula més taquillera de tots els temps a Paraguai, superant localment a la recaptació de Titanic, que tenia el títol amb més de 150.000 espectadors.

## Premis i festivals
7 Cajas va ser premiada en diversos festivals internacionals, i nominada a guardons de cinema de prestigi mundial.
2011
- Guanyadora del Premi "Cinema en Construcció" (2011) en el 59è Festival Internacional de Cinema de Sant Sebastià.[23]

2012
- Va participar en la 12è edició del Festival Internacional de Cinema de Toronto (TIFF), en setembre de 2012.
- Guanyadora del "Premi Euskaltel de la Joventut" (2012) al 60è Festival Internacional de Cinema de Sant Sebastià. Va competir en la categoria "Nous Directors".[24]
- Festival Llatinoamericà de Cinema Cinemaissi, del 18 i 21 d'octubre a Finlàndia, en categoria Millor Ficció; va obtenir el guardó del tercer lloc triada pel públic.
- Guanyadora del premi a Millor Pel·lícula Dramàtica (Best Dramatic Film 2012), al Festival de Cinema Cockatoo Island, a Austràlia, a l'octubre de 2012.[25]
- Va participar en la secció Latin Visions, del Festival Internacional de Cinema d'Estocolm, a Suècia, al novembre de 2012.[26]
- Va participar en la categoria Millor Pel·lícula Internacional en la 1r edició del Baixa Festival Internacional de Cinema, dels Caps, Mèxic, del 14 al 17 de novembre de 2012.
- Va participar en la categoria d'Òpera Prima de la 6è edició del Festival de Cinema Global Dominicà, de República Dominicana, del 14 al 21 de novembre de 2012.
- Guanyadora del Premi Roberto "Tato" Miller, atorgat pel Sindicat de la Indústria Cinematogràfica Argentina (SICA), al 27è Festival Internacional de Cinema de Mar del Plata, al novembre de 2012.[27]
- Va participar en el Festival Internacional de Cinema de Goa, a l'Índia, del 20 al 30 de novembre de 2012.
- Guanyadora del premi a la millor “Òpera Prima Llatinoamericana” del Festival Cinema L'Orquídia que es realitza a la ciutat de Cuenca, l'Equador, al novembre de 2012.[28]
- Va participar en la 34è edició del Festival Internacional del Nou Cinema Llatinoamericà de l'Havana, Cuba, el desembre de 2012.

2013
- Guanyadora d'un esment especial en la categoria New Visions (Noves Visions) del Festival Internacional de Cinema de Palm Springs, el gener de 2013.[29]
- Nominada en la categoria de Millor Pel·lícula de parla hispana del concurs en línia Rober Awards.[30]
- Guanyadora del premi Nova Visió a la millor pel·lícula llatinoamericana en el Festival Internacional de Cinema de Santa Bàrbara, als Estats Units.[31]
- Nominada en la categoria de Millor pel·lícula estrangera de parla hispana, en la XXVII edició dels Premis Goya, representant per primera vegada a Paraguai.[32]
- Guanyadora en la categoria “Millor Director i Guionista Ficció” al Festival Internacional de Cinema de Cartagena de Indias, Colòmbia, al febrer.[33]
- Va participar en la categoria Cinema Llatí, per votació del públic, del Festival Internacional de Cinema de Guadalajara, al març de 2013.[34]
- Guanyadora del premi de l'audiència en el 30è Festival Internacional de Cinema de Miami, als Estats Units, al març de 2013.[35]
- Va participar al Ventana Film Festival, a Melbourne, Austràlia, al març.[36]
- Va participar al Festival Internacional de Cinema de Panamà, de l'11 al 17 d'abril.
- Va participar al 29è Festival de Cinema Llatí de Chicago, els Estats Units, a l'abril.[37]
- Guanyadora del premi a Millor Direcció al Festival Internacional de Cinema Fantàstic de Porto Alegre, Brasil, al maig.[38]
- Guanyadora del premi a Millor Pel·lícula, al II Festival de Cinema de Brasília, el Brasil, al juny.[39]
- Va participar en el 14è Havana Film Festival, com a pel·lícula de clausura, el 19 d'abril, en el Directors Guild Theater, situat a Manhattan, de la ciutat de Nova York.
- Seleccionada al Seattle International Film Festival, els Estats Units, del 16 de maig al 9 de juny.
- Guanyadora del premi a Millor Guió ael Skip City International D-Cinema Festival, a la ciutat de Kawaguki, prefectura de Saitama, el Japó, al juliol.[40]
- Guanyadora d'un esment especial del jurat al 17è Festival de Cinema de Lima, el Perú, a l'agost.[41]
- Guanyadora dels Premis a “Millor disseny sonor” i “Millor muntatge” al Festival internacional de cinema Unasur, San Juan, l'Argentina, en setembre.[42]
- Guanyadora del Premi del Públic del XXII Festival Biarritz Amérique Latine Cinémas & Cultures, França, a l'octubre.[43]
- Guanyadora del Premi del Públic i el Premi a la Millor Ficció en Festival Internacional de Cinema Fenavid, a la ciutat de Santa Cruz, Bolívia, a l'octubre.[44]
- Guanyadora de Premi Lakinos al millor guió i del públic al Festival de Cinema Llatinoamericà de Berlín, Alemanya, a l'octubre.[45]
- Guanyadora del premi al Millor Llargmetratge Internacional de Ficció en el Festival de Cinema de Costa Rica, a l'octubre.[46]
- Va participar de la secció Panorama en el Festival de Cinema Kaohsiung de Taiwan, a l'octubre.
- Seleccionada per al Premi Luis Buñuel a Millor Pel·lícula Iberoamericana, instituït per l'Entitat de Gestió de Drets dels Productors Audiovisuals (EGEDA) i la Federació Iberoamericana de Productors Cinematogràfics i Audiovisuals (FIPCA).[47]

2014
- Guanyadora com a Millor Pel·lícula de Contingut Social en la 19a edició dels Premis "Alfa i Omega" d'un setmanari catòlic d'Espanya, al març.[48]

2015
- Guanyadora del Premi Còndor a la Millor Pel·lícula d'Iberoamèrica, atorgat per l'Associació de Cronistes Cinematogràfics de l'Argentina, en la seva edició 63, al juny.[49]
- Seleccionada per a la gala de clausura de la sisena edició del Festival de Cinema Llatinoamericà de Moscou, Rússia, del 25 al 30 de novembre.[50]